# Ordre de bataille unioniste de la bataille d'Olustee
Les unités et commandant de l'armée de l'Union ont combattu lors de la bataille d'Olustee au cours de la guerre de Sécession. L'ordre de bataille confédéré est indiqué séparément.

## Abréviations utilisées
- BG = Brigadier général
- Col = Colonel
- Ltc = Lieutenant-colonel
- Maj = Commandant
- Cpt = Capitaine
- Lt = Lieutenant

## District de Floride
BG Truman Seymour
| Brigade                                    | Régiments, bataillons et des batteries |
| ------------------------------------------ | --- |
| Brigade de Barton Col William B. Barton    | - 47th New York : Col Henry Moore (40 tués, 13 morts des suites de leurs blessures, 184 blessés et 76 disparus). - 48th New York : Maj William B. Coan, col William B. Barton (31 tués, 10 morts des suites de leurs blessures, 144 blessés et 22 disparus). - 115th New York : Col Simeon Sammon (42 tués, 20 morts des suites de leurs blessures, 188 blessés et 46 disparus). * Division militaire et des affaires navales de l'État de New York.                                                  |
| Brigade de Hawley Col Joseph R. Hawley     | - 7th Connecticut : Cpt Benjamin F. Skinner (le Colonel J. R. Hawley) - 7th New Hampshire : Col Joseph C. Abbott - 8th United States Colored Troops : Col Charles W. Fribley |
| Brigade de Montgomery Col James Montgomery | - 35th U.S Colored Troops : Ltc William N. Reed (mw),Maj Archibald Bogle - 54th Massachusetts Infantry (couleur) : Col Edward Needles Hallowell |
| Brigade de cavalerie Col Guy Vernor Henry  | - 40th Massachusetts Mounted Infantry : Col Guy V. Henry - Independent Massachusetts Cavalry Battalion : Maj Atherton A. Stevens, Jr - Batterie B, 1st U.S. Artillery [batterie à cheval d'Elder] (4 pièces) : Cpt Samuel Sherer Elder |
| Artillerie Cpt John Hamilton               | - Batterie E, 3rd U.S. (6 pièces) : Cpt John Hamilton - Batterie M, 1st U.S. (6 pièces) : Cpt Loomis L. Langdon - Batterie C, 3rd Rhode Island Heavy : Lt Henry H. Metcalf - 1st Engineer Regt, NYSV, Maj Place : compagnies A, C et I entre Jacksonville et Baldwin, compagnie G à Barber, un détachement de la compagnie E, Capt Sears, à Fort Clinch. (www.history-buff.org/1ny.htm) (5 tués et 2 blessés) * Division militaire et des affaires navales de l'État de New York : Histoire Militaire |